# 西勝寺 (奈良市)
西勝寺（さいしょうじ）は、奈良市にある浄土真宗本願寺派の寺院。

## 概要
当寺はもと現在地の近くにあったが、元禄13年（1700年）ごろに現在地に移ったといい、過去帳もその頃から記されたものが伝わっている。
白毫寺町の檀家の間で、二十八日講や尼講が営まれる。

## 伽藍等
鼓楼門を入って左に鐘楼がある。
本堂は五間半四方の立派な堂で、内部は朱塗りの柱や蟇股の彫刻等があり、もとは多武峯（妙楽寺）にあった食堂を移築したものと伝わっている。
本尊阿弥陀如来立像は、寂如上人の裏判があると伝わっている。親鸞聖人御影像・聖徳太子像、七高祖像などにも寂如上人の裏判がある。